# Fußball-Regionalliga 2019/20
Die Saison 2019/20 der Regionalliga war die zwölfte Saison der Fußball-Regionalliga als vierthöchste Spielklasse in Deutschland. Ab der Saison 2018/19 stiegen vier Mannschaften in die 3. Liga auf. In dieser Saison stellten die Meister der Regionalligen Südwest, Bayern und Nord je einen direkten Aufsteiger. Die von den Verbänden gemeldeten Vereine der Regionalliga Nordost und der Regionalliga West spielten in einem Aufstiegs-Play-off um den vierten Aufstiegsplatz.

## Regionalligen
- Regionalliga Bayern 2019–21 mit 18 bzw. 17 Mannschaften aus dem Bayerischen Fußball-Verband (BFV)
- Regionalliga Nord 2019/20 mit 18 Mannschaften aus dem Norddeutschen Fußball-Verband (NFV)
- Regionalliga Nordost 2019/20 mit 18 Mannschaften aus dem Nordostdeutschen Fußballverband (NOFV) (Rot-Weiß Erfurt zog nach Zahlungsunfähigkeit im Januar 2020 seine Mannschaft zurück, so dass 17 Vereine am verbleibenden Spielbetrieb teilnahmen.)
- Regionalliga Südwest 2019/20 mit 18 Mannschaften aus dem Fußball-Regional-Verband Südwest und dem Süddeutschen Fußball-Verband (SFV) mit Ausnahme des Bayerischen Fußball-Verbandes
- Regionalliga West 2019/20 mit ursprünglich 19 Mannschaften aus dem Westdeutschen Fußballverband (WDFV) (Wattenscheid 09 zog nach einem Insolvenzantrag im Herbst 2019 seine Mannschaft zurück, so dass 18 Vereine am verbleibenden Spielbetrieb teilnehmen.)

## Aufstiegsspiele
An den Aufstiegsspielen zur 3. Liga nehmen die jeweils besten und zum Aufstieg berechtigten Mannschaften der Regionalligen Nordost und West teil. Der Sieger nach Hin- und Rückspiel steigt auf. Das Hinspiel wurde auf den 25., das Rückspiel auf den 30. Juni 2020 terminiert. Heimrecht hatte im Hinspiel Lok Leipzig, das Rückspiel durfte aufgrund eines Beschlusses der Landesregierung von Nordrhein-Westfalen nicht in Verl stattfinden und wurde stattdessen in die Bielefelder SchücoArena verlegt.
Bei einem Teilnahmeverzicht von Mannschaften, oder falls sich aus einer Regionalliga keine Mannschaft sportlich qualifiziert hätte, wären Freilose vergeben worden.
Folgende Mannschaften qualifizierten sich sportlich für die Aufstiegsspiele:
- Meister der Regionalliga Nordost: 1. FC Lokomotive Leipzig (nach Quotientenregel)
- Vizemeister der Regionalliga West: SC Verl (nach Quotientenregel und dem Verzicht des Erstplatzierten)

|                          | Gesamt    |         | Hinspiel | Rückspiel |
| ------------------------ | --------- | ------- | -------- | --------- |
| 1. FC Lokomotive Leipzig | (a)3:3(a) | SC Verl | 2:2      | 1:1       |

## Auswirkungen der COVID-19-Pandemie
Aufgrund der COVID-19-Pandemie wurde der Spielbetrieb in allen fünf Regionalligen im März 2020 zunächst für unterbrochen erklärt und mit Ausnahme von Bayern und im Gegensatz zu den drei höheren Ligen später nicht wieder aufgenommen. In der Regionalliga Nordost wurde per Quotientenregel Lok Leipzig zum Meister erklärt, im Südwesten der Tabellenführer und Quotientensieger 1. FC Saarbrücken. Die Vertreter der Regionalliga Bayern stimmten Anfang Juni 2020 für eine Wiederaufnahme des Spielbetriebs. Die Saison wurde allerdings ohne den designierten Tabellenführer und für den Aufstieg gemeldeten Klub Türkgücü München mit nur 17 Teams im Herbst fortgesetzt. Auf einem Verbandstag des NFV wurde schließlich auch der VfB Lübeck per Quotientenregel als Aufsteiger bestimmt.